# Schronisko dla Starców i Zniedołężniałych im. Salomona Beniamina Latza w Poznaniu
Schronisko dla Starców i Zniedołężniałych im. Salomona Beniamina Latza w Poznaniu – nieistniejący, wyposażony w bet midrasz żydowski przytułek dla starców i zniedołężniałych, znajdujący się przy ulicy Żydowskiej 15/18 w Poznaniu.

## Historia
Gdy w 1904 roku, w wyniku zamiany gruntów, poznańska gmina żydowska rozebrała Szpital dla Ubogich im. Salomona Beniamina Latza przy ulicy Stawnej, jego zarząd otrzymał teren zajmowany przez kompleks trzech gminnych synagog przy ulicy Żydowskiej 15–21 (były to kolejno: Stara Synagoga, Nowa Synagoga i Synagoga Nehemiasza) oraz 60 tys. marek na budowę nowego zakładu. Gmina zobowiązała się jednocześnie do rozbiórki trzech bożnic najpóźniej miesiąc po poświęceniu nowej świątyni. Pacjentów na czas robót przeniesiono do, należącej do poznańskiego kahału, kamienicy przy ul. Żydowskiej 32.
Ze względu na powstanie w 1895, przekraczającego ówczesne standardy, szpitala żydowskiego rodziny Rohrów, pierwotny szpital Latza w schyłkowym okresie swej działalności zaczął tracić na znaczeniu. Jako że budowa nowego, równie dobrze wyposażonego szpitala nie mieściła się w budżecie gminy , zadecydowano, że jego funkcją, w odróżnieniu od poprzedniej instytucji, będącej stricte szpitalem, będzie zapewnienie utrzymania i godnych warunków życia ubogim i schorowanym członkom gminy żydowskiej.
Synagogi zajmujące parcele, na których planowano wznieść nowy zakład fundacyjny, zaczęto rozbierać dopiero 27 kwietnia 1908 roku. Pracami kierował Alfred Grotte (1872–1944), architekt królewski i profesor Królewskiej Szkoły Rzemiosł Budowlanych w Poznaniu , a dokumentację fotograficzną przeprowadził Salomon Jaffé. Jako że projekt Hoffmanna z 1902 nie uzyskał aprobaty, to właśnie Grotte zaprojektował nowy gmach. Uroczyste otwarcie nastąpiło 15 grudnia 1909 roku o godzinie 12, a dzień wcześniej poświęcono znajdujący się w budynku bet midrasz .
W związku ze zmianą funkcji zakładu, konieczne było zaktualizowanie jego statutu. Po długich obradach, 27 maja 1907 ukończono nową wersję, a 24 czerwca została ona zatwierdzona przez władze rejencji. Postawiła ona za cel instytucji utrzymanie i zapewnienie opieki osobom pochodzenia żydowskiego, które przez wiek lub stan zdrowia potrzebują pomocy oraz stworzenie miejsca do studiowania tory i oprawiania codziennych nabożeństw. Ustalono również, że co roku w trakcie nabożeństwa 15 szwat odmawiana będzie modlitwa ku czci fundatora . Do przytułku przyjmowano mieszkańców Wielkopolski, niezależnie od stanu majątkowego, których stan nie zagrażał innym pacjentom. Zarząd zobowiązany był przygotować ulgi, a w niektórych przypadkach nie pobierać żadnej opłaty za pobyt. W gestii mieszkańców było bezwzględne przestrzeganie żydowskiego prawa religijnego i prowadzenie skromnego trybu życia. Zakładem kierował 10-osobowy zarząd, w skład którego mieli wchodzić: jeden z asesorów rabinatu, jeden przedstawiciel miejscowej rodziny fundatora (o ile posiadał wymagane predyspozycje) oraz dwie osoby biorące od co najmniej roku udział w odprawianych w zakładzie nabożeństwach (od jednej z nich wymagano znajomości Talmudu), którym powierzono opiekę nad domem nauki. Pierwszym przewodniczącym zarządu został Bertold Hamburger, jego zastępcą Moritz Aschheim, a kasjerem Hermann Wollheim .
3 lutego 1936 roku Ministerstwo Opieki Społecznej zatwierdziło nowy statut zakładu. W ostatnich latach swego życia, w budynku schroniska mieszkał rabin gminy ortodoksyjnej Dawid Szyje Sender. Ostatnich pacjentów przytułku wywieziono zimą 1939/40 do Generalnego Gubernatorstwa. Po wojnie budynek przekształcono w kamienicę mieszkalną i pomieszczenia biurowe, zlikwidowano murek otaczający parcelę i zamurowano, widoczne do dziś, arkady babińca. W 1971 roku przeprowadzono remont i otynkowano elewacje. W 1997 pomalowano je ponownie, przy okazji oczyszczając ich ceglane i kamienne fragmenty oraz wymieniając okna.

## Architektura
Czteropiętrowy budynek w kształcie litery L, otaczający niewielki, ogrodzony płotem od strony ulicy Żydowskiej, placyk podzielono na 36 jedno- dwu- i trzyosobowych pokoi dla mieszkańców  (łącznie 50 łóżek), dwa pokoje rezerwowe, pomieszczenia gospodarcze oraz mieszkania służbowe dla inspektora i kantora. Na skrzyżowaniu skrzydeł budynku zlokalizowano główną klatkę schodową oraz poczekalnię na każdym piętrze, a na obu końcach korytarzy po jednej, mniejszej klatce. Ponadto w budynku funkcjonowała elektryczna winda osobowa . Do sali modlitewnej prowadziło przejście od wejścia głównego. Dzięki połączeniu parteru z pierwszym piętrem miała 6 metrów wysokości.